# پل سیتس (بازیکن فوتبال)
پل سیتس (انگلیسی: Paul Seitz; ۱۵ ژوئیهٔ ۱۸۹۷ – ۲۲ فوریهٔ ۱۹۷۹) بازیکن فوتبال، و سرمربی (فوتبال) اهل فرانسه بود.
از باشگاه‌هایی که در آن بازی کرده‌است می‌توان به باشگاه فوتبال المپیک مارسی اشاره کرد.